# Lisa Roy

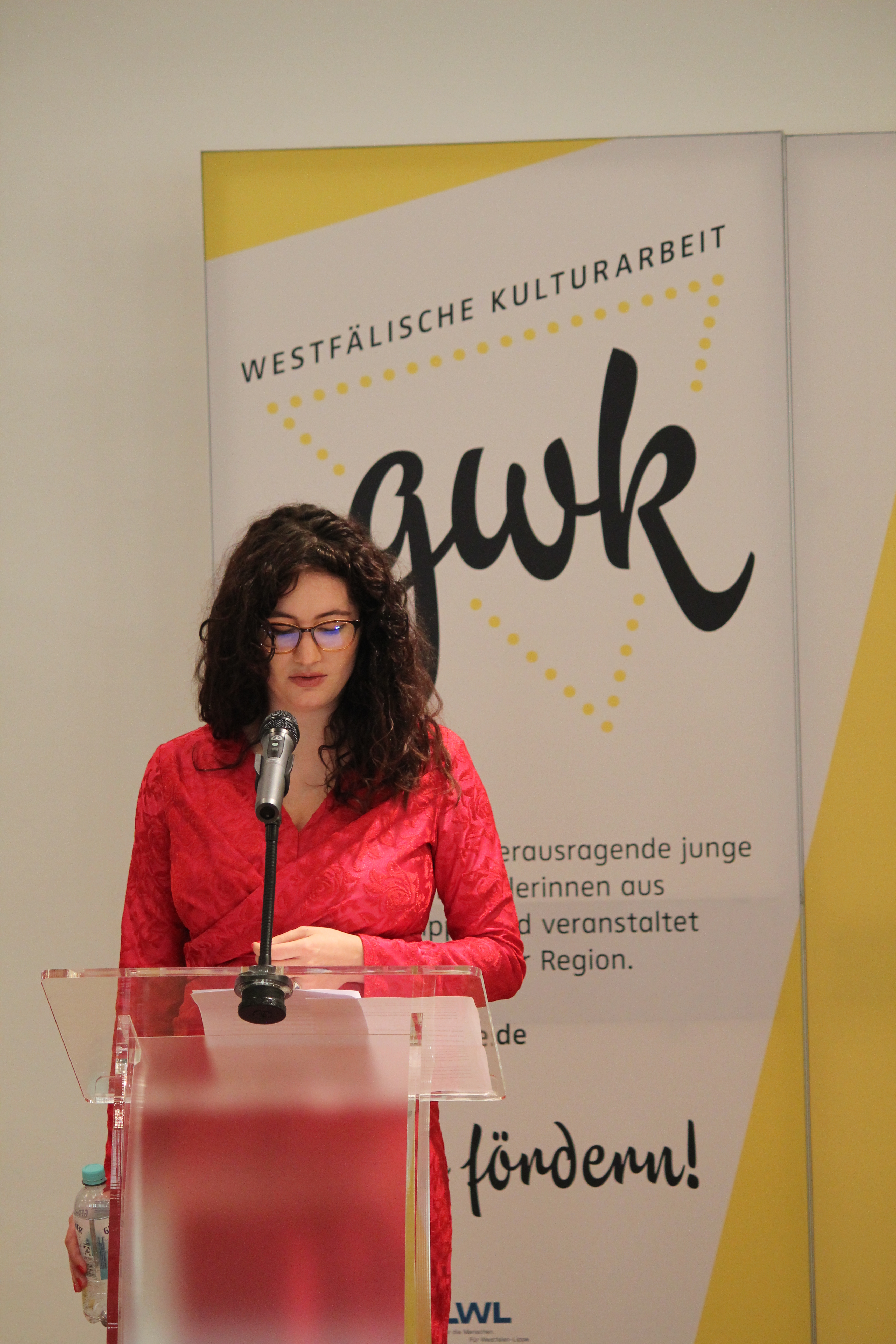
Lisa Roy bei der GWK Förderpreisverleihung auf Schloss Neuhaus, 2021

Lisa Roy (geboren 1990 in Leipzig) ist eine deutsche Autorin.

## Leben
Lisa Roy wuchs im Ruhrgebiet, in Essen-Katernberg, auf. Ihre Mutter kommt aus der ehemaligen DDR und arbeitete als Übersetzerin und Dolmetscherin für Spanisch. Ihr Großvater väterlicherseits floh aus politischen Gründen aus Ägypten in die DDR. Lisa Roy studierte in Dortmund und Köln und erlangte einen Abschluss in Literaturwissenschaften sowie Theologie. Sie hat einen Sohn und lebt mit ihrer Familie in Köln, wo sie Literarisches Schreiben an der Kunsthochschule für Medien Köln (KHM) studiert.

## Werk
Lisa Roys Texte, darunter Erzählungen, Kurzgeschichten und Blogbeiträge, wurden bereits in verschiedenen Literaturzeitschriften und Anthologien veröffentlicht.
2016 erschien unter dem Namen Lisa Kaufmann ihr erstes Buch, das aus einer Kolumne entstand. Es trägt den Titel Warum ich für Gott backe und was mein Hund mit Hoffnung zu tun hat. Meine Suche nach Gott und ist im chrismon edition Verlag erschienen.
Ihr Debütroman Keine gute Geschichte erschien 2023 im Rowohlt Verlag und wurde vielfach ausgezeichnet. Es ist eine Geschichte über die Suche nach Herkunft, Identität und Liebe. Protagonistin ist Arielle Freytag, eine Frau Anfang Dreißig, die erfolgreich als Social-Media-Managerin in Düsseldorf arbeitet. Bis eine Depression sie aus der Bahn wirft und sie vorübergehend in die Psychiatrie führt. Nach ihrer Entlassung erhält sie einen Anruf aus ihrer Heimat Katernberg (Essen), der sie erstmals seit zwölf Jahren zurück an den Ort ihrer Jugend führt, wo zwei Mädchen gesucht werden. Dies erinnert Arielle schmerzhaft an das spurlose Verschwinden ihrer Mutter vor vierundzwanzig Jahren. Aufgewachsen ist Arielle bei ihrer eigenwilligen Großmutter. Die Identität ihres Vaters bleibt ungeklärt. Während in Katernberg verzweifelt nach den vermissten Mädchen gesucht wird, steht Arielle vor drängenden Fragen bezüglich ihrer eigenen Identität und Vergangenheit.
Auch wenn Roy in diesem Roman mit großem Realismus das Bild einer postmigrantischen Gesellschaft zeichnet, in der Chancengleichheit und Emanzipation nur zum Schein existieren, so hat die Autorin – eigenen Aussagen nach – keinen didaktischen Anspruch an ihr Werk: „Mein oberster Anspruch an mich selbst ist, zu unterhalten. Ich möchte keine Milieustudie schreiben, sondern meine Leser*innen unterhalten.“

## Auszeichnungen und Nominierungen
2015 gewann Lisa Roy den Publikumspreis der Zeitschrift für Gegenwartsliteratur „Richtungsding“.
Mit dem „Stadt-Land-Text“-Stipendium des Landes NRW lebte sie 2017 als Regionsschreiberin in Südwestfalen.
2018 wurde ihr schriftstellerisches Wirken vom european centre for creative economy gefördert.
2020 war sie als Residentin in der New Orleans Writers’ Residency tätig.
Das Ministerium für Kultur und Wissenschaft des Landes NRW förderte ihr Werk in den Jahren 2020 bis 2022 mit dem Auf geht’s-Stipendium.
Für die Arbeit an ihrem ersten Roman Keine gute Geschichte erhielt sie 2021 den Förderpreis für Literatur der Gesellschaft zur Förderung der westfälischen Kulturarbeit sowie (unter dem Arbeitstitel Brennpunkt) das Rolf-Dieter-Brinkmann-Stipendium für Literatur. Im selben Jahr wurde ihr der LesArt.Preis der jungen Literatur verliehen.
2023 wurde sie für den Debütpreis der Lit.Cologne, für den Debütpreis des Harbour Front Literaturfestivals sowie für den Literaturpreis Ruhr nominiert. Während desselben Jahres nahm sie am Symposium Atelier NRW teil.
Das NRW Kultursekretariat unterstützt ihre Arbeit in den Jahren 2024/2025 im Werkproben Förderprogramm. Ihr „Kollektiv Hypertext“ (mit Thomas Empl und Natalie Harapat) wird 2024 von der Stiftung Künstlerdorf Schöppingen gefördert.

## Werke (Auswahl)
Roman
- 2023: Keine gute Geschichte. Rowohlt Verlag.

Bücher
- 2016: Warum ich für Gott backe und was mein Hund mit Hoffnung zu tun hat. Meine Suche nach Gott. edition chrismon Verlag.

Hörbuch
- 2023: Keine gute Geschichte. Ungekürzte Lesung mit Lisa Hrdina. Der Audio Verlag.

Sonstige Veröffentlichungen (Auswahl)
- Im Fluss, im Fluss. In: Literaturzeitschrift Am Erker.
- Schimmel. In: Magazin Almost.
- Umami Analytics. Auf: StoryApp.
- KittyKat. In: Literaturzeitschrift DUM.
- Höhlenlärm. In: Anthologie KURZE.
- Frau am Fenster. In: Literaturzeitschrift erostepost.
- Geliebter Kilian. In: Literaturzeitschrift mosaik[13].
- festlassen loshalten. In: Literaturzeitschrift 'apostrophe[14].
- Es brennt! In: Anthologie KURZE.

## Rezeption zum DebütromanKeine gute Geschichte
„Roy ist ein erstaunlicher Debütroman gelungen. Eine Mischung aus Coming-of Age- und Gesellschaftsroman mit einer Prise Krimi und einer Heldin, die schön, cool und rotzig erscheint, aber eigentlich sehr verletzlich ist.“

„Lisa Roys Erzählstil ist beeindruckend scharf und dennoch sensibel und umsichtig; 
sie ist eine Wanderin über die Milieugrenzen hinweg, was ihre Perspektive, ihren Blick nochmal ganz anders schärft. Sie zeigt, was Sprache vermag, nämlich gewaltvoll zu urteilen, szenisch und/oder sinnlich zu beschreiben und vor allem mit Witz und Weitsicht gesellschaftliche Zustände zu reflektieren.“

„Dabei nimmt sie eine interessante Perspektive ein, die es so in der deutschen Gegenwartsliteratur noch nicht gegeben hat.
Eine, die die Sozialfälle im Brennpunkt mal nicht mit Blick auf Familien mit sogenannten 'Migrationshintergrund' zeigt, sondern mit Blick auf die deutsch gelesenen Kinder, die Kevins, Chantals und Arielles und ihre kaum vorhandenen Möglichkeiten des gesellschaftlichen Aufstiegs.
Auch deshalb ist Keine gute Geschichte zugleich treffende Milieustudie über Klassismus und eine bewegende Depressionsgeschichte – einfach gut.“

„Es ist ein vielschichtiges ästhetisches Spiel, wie Arielle in ihren Wahrnehmungen ihr eigenes Selbstverständnis immer mehr unterläuft. Mit überkommenen Formen von Gesellschaftskritik hat dieser Roman nicht viel zu tun. Aber er legt, mit ihren eigenen Mitteln, die Leerstellen der hegemonialen Pop- und Vernetzungsindustrien bloß.“